# Swiss Cottage (metropolitana di Londra)
Swiss Cottage è una stazione della linea Jubilee della metropolitana di Londra.

## Struttura e impianti
La stazione fu aperta il 20 novembre 1939 e per un certo periodo affiancò la stazione precedente con lo stesso nome, in funzione dal 1868. L'antenata venne poi definitivamente chiusa il 17 ottobre 1940.
RIceve circa 7,2 milioni di passeggeri all'anno